# 戴玉强
戴玉强（1963年3月12日—），河北廊坊文安县人，中国男高音歌唱家，歌剧表演艺术家，一级演员。

## 生平
戴玉强早年学习土木工程。1984年从山西考入中央戏剧学院表演系歌剧班，1987年-1989年任山西省歌舞剧院演员，1990年考入总政歌舞剧团。1991年～1993年在解放军艺术学院音乐系进修学习。
2001年，世界三大男高音放歌紫禁城。戴玉强被“三高”的经纪人鲁道斯誉为“世界第四男高音”，由此声誉鹊起。2003年戴玉强访问美国，在旧金山戴维斯交响乐厅成功举办了个人独唱音乐会。
戴玉强的特点是，嗓音天赋极好、甜美柔润、气质典雅，中低声区流畅舒展，高音区刚劲奔放而又畅达华美。代表作有中国歌曲《在那遥远的地方》、《松花江上》、《我爱你，中国》、《思乡曲》；著名的歌剧咏叹调《今夜无人入睡》、《星光灿烂》、《奇妙的和谐》；歌剧《我心飞翔》，《刘胡兰》、《草原之歌》、《伤逝》、《图兰朵》、《托斯卡》等。戴玉强获得过中国文化部“文华表演奖”、“梅花奖”、日本静冈国际歌剧比赛第一名。